# Bahraich (Distrikt)
Der Distrikt Bahraich (Hindi बहराइच जिला, Urdu ضلع بہرائچ) ist ein Verwaltungsdistrikt im nordindischen Bundesstaat Uttar Pradesh.
Der Distrikt befindet sich in der nordindischen Ebene 100 km nordöstlich von Lucknow. Im Norden grenzt er an Nepal. Die Ghaghara bildet die westliche Distriktgrenze.
Er erstreckt sich über eine Fläche von 5237 km² (nach anderen Angaben 4696,8 km²). Die Hauptstadt ist Bahraich. 
Die Einwohnerzahl betrug beim Zensus 2011 3.487.731. Im Jahr 2001 waren es noch 2.381.072. Das Geschlechterverhältnis betrug 892 Frauen auf 1000 Männer. Die Alphabetisierungsrate lag bei 49,36 % (58,34 % unter Männern, 39,18 % unter Frauen).
65,71 % der Bevölkerung waren Anhänger des Hinduismus und 33,53 % Muslime.

## Verwaltungsgliederung

### Tehsils
Der Distrikt ist in 4 Tehsils gegliedert:
- Bahraich
- Kaiserganj
- Mahasi
- Nanpara

### Kommunale Selbstverwaltungen
Nagar Palika Parishads im Distrikt sind:
- Bahraich
- Nanpara